# Câu lạc bộ bóng đá Công an nhân dân (2008)
Câu lạc bộ bóng đá Công an Nhân dân là một câu lạc bộ bóng đá cũ của Việt Nam tồn tại vào những năm 2008–2022. Sau khi được thăng hạng V.League 1, câu lạc bộ đã được Bộ Công an chuyển giao cho Công an thành phố Hà Nội quản lý và chuyển suất chơi cho Câu lạc bộ bóng đá Công an Hà Nội.

## Lịch sử
Những năm 80, 90 của Thế kỷ 20 là thời kỳ thịnh hành của các đội bóng Công an, khi các đội bóng này gặt hái được nhiều thành tích lớn. Năm 1989 chẳng hạn có đến 6 đội bóng của ngành công an có mặt ở giải A1 Toàn quốc. Đến đầu những năm 2000, khi nền bóng đá dần chuyển sang cơ chế chuyên nghiệp, thì cũng như các đội bóng của các ngành, các lĩnh vực truyền thống khác, các đội bóng Công an dần thu hẹp, rồi được chuyển phiên hiệu. Ví dụ như Công an Hà Nội (CAHN) được chuyển cho Hàng không Việt Nam. Công an Hải Phòng được chuyển cho Thép Việt-Úc Hải Phòng, Công an Thành phố Hồ Chí Minh được chuyển cho Ngân hàng Đông Á. 
Nhưng rồi bóng đá Công an cũng phục sinh. Ngày 7 tháng 4 năm 2008, thượng tướng Nguyễn Khánh Toàn - Thứ trưởng thường trực Bộ Công an đã quyết định thành lập Đội bóng đá Công an Nhân dân. Lực lượng của đội bóng mới của ngành Công an được xây dựng trên cơ sở tập hợp nhiều cựu danh thủ của các đội bóng công an địa phương trước đây: Minh Hiếu, Thanh Châu, Quốc Khánh, Trung Phong, Tuấn Thành, Việt Cường, Anh Dũng, Thanh Sơn (CAHN), Thiện Quang, Tuấn Hải (CA. TP. HCM), Trường Giang, Quang Diệu, Quang Hợp, Mạnh Hà, Tuấn Điệp (CAHP). Đội bóng CAND tham gia mùa bóng đầu tiên tại giải hạng Ba quốc gia 2008. Đến mùa giải 2009, đội mua lại suất chơi ở giải hạng Nhì của Quân khu 7. Tại Giải Hạng Nhì 2011, đội thi đấu không tốt và phải xuống hạng nhưng do mua lại suất thi đấu của Hà Tĩnh nên họ vẫn tham dự Giải Hạng Nhì 2012.
Tại Giải Hạng Nhì 2014, đội bóng vô địch và giành vé thăng hạng Giải Hạng Nhất 2015. Nhưng cuối mùa giải đó, đội đứng cuối bảng xếp hạng và phải quay trở lại Giải Hạng Nhì 2016.
Sau 2 năm vắng bóng, CAND trở lại thi đấu tại Giải Hạng Nhất 2018. Tuy nhiên, đội thi đấu không tốt, ở trận đấu cuối đội chỉ cầm hòa đối thủ giành vị trí play-off là TMS Bình Định với tỷ số 1–1 do kém 3 điểm so với đội xếp trên và phải xuống chơi tại Giải Hạng Nhì 2019. Tại mùa giải 2019, dù là một trong những đội bóng được đánh giá cao cho vị trí thăng hạng nhưng đội chỉ đứng thứ 3 tại bảng A và không giành được suất vào vòng chung kết thăng hạng.
Năm 2020, Bộ Công an đẩy mạnh xây dựng "Đề án phát triển Câu lạc bộ Bóng đá Công an Nhân dân theo hướng chuyên nghiệp"; công bố Quyết định của Bộ Công an quy định về vị trí, chức năng, nhiệm vụ, quyền hạn và tổ chức bộ máy của Câu lạc bộ Bóng đá CAND; công bố Quyết định bổ nhiệm Chủ tịch, Phó Chủ tịch Câu lạc bộ Bóng đá CAND. Theo đó, Thiếu tướng Lê Vân, thành viên Ban Nghiên cứu chuyên đề giúp việc Bộ trưởng giữ chức Chủ tịch Câu lạc bộ Bóng đá CAND; Đại tá Phan Vũ Minh, Phó Cục trưởng Cục Công tác Đảng và Công tác Chính trị CAND giữ chức Phó Chủ tịch Câu lạc bộ Bóng đá CAND.
Tại Giải Hạng Nhì 2020, CAND đoạt ngôi đầu bảng B ở vòng bảng, tuy nhiên lại thất bại trước Phú Thọ và Gia Định ở vòng tranh vé tham dự giải hạng Nhất. May mắn cho họ, Gia Định xin không lên hạng Nhất, và CAND nghiễm nhiên giành suất tham dự Giải Hạng Nhất 2021. Năm 2020 cũng là năm chứng kiến sự trở lại mạnh mẽ của bóng đá Công an trên các đội tuyển trẻ quốc gia khi 4 cầu thủ của đội được triệu tập vào Đội tuyển U-19 Việt Nam tham dự Giải bóng đá U-19 Châu Á.
Cuối tháng 11 năm 2022, sau khi được vô địch V.League 2 2022 và giành quyền thăng hạng V.League 1 2023, câu lạc bộ đã được Bộ Công an chuyển về Công an TP Hà Nội quản lý và chuyển suất chơi Công an Hà Nội, một CLB mới được tái lập.

## Trang phục thi đấu
| Giai đoạn | Hãng áo đấu | Nhà tài trợ áo đấu               |
| --------- | ----------- | -------------------------------- |
| 2015-2017 | Mitre       | Không có                         |
| 2018      | Jogarbola   | Không có                         |
| 2019      | Mitre       | Không có                         |
| 2020      | Grand Sport | Không có                         |
| 2021      | Mitre       | Café Ông Bầu, The Vissai Group   |
| 2022      | Jogarbola   | The Vissai Group, Bolaven Banana |

## Các huấn luyện viên trong lịch sử
| Các huấn luyện viên trưởng của CAND \| - 2008-2013: Mai Trần Hải [6] - 2013-2014: Nguyễn Đức Thắng - 2014-2015: Phạm Minh Đức - 2015-2017: Phan Bá Hùng - 2017-2018: Nguyễn Văn Tuấn - 2019-2020: Phạm Quang Thành - 2021: Phạm Công Lộc - 2021: Vũ Quang Bảo - 2022: Thạch Bảo Khanh \| |
| - 2008-2013: Mai Trần Hải - 2013-2014: Nguyễn Đức Thắng - 2014-2015: Phạm Minh Đức - 2015-2017: Phan Bá Hùng - 2017-2018: Nguyễn Văn Tuấn - 2019-2020: Phạm Quang Thành - 2021: Phạm Công Lộc - 2021: Vũ Quang Bảo - 2022: Thạch Bảo Khanh                                               |

## Danh hiệu
- Giải vô địch bóng đá hạng ba Việt Nam:
  - Á quân (1): 2008[7]
- Giải bóng đá hạng Nhì Quốc gia:
  - Vô địch (2): 2014[4], 2017
- Giải bóng đá Hạng Nhất Quốc gia Việt Nam:
  - Vô địch (1): 2022
- Giải bóng đá Công an, Cảnh sát các nước ASEAN:
  - Vô địch (1): 2007 [8]
  - Khuyến khích (1): 2012 [9]
- Giải bóng đá U-19 quốc gia 2020: Huy chương Đồng

## Thành tích thi đấu
| Chú giải màu sắc |
| ---------------- |
| Vô địch          |
| Á quân           |
| Hạng ba          |
| Hạng tư          |
| Xuống hạng       |

| Thành tích của Công an Nhân dân từ khi V.League được thành lập | Thành tích của Công an Nhân dân từ khi V.League được thành lập | Thành tích của Công an Nhân dân từ khi V.League được thành lập | Thành tích của Công an Nhân dân từ khi V.League được thành lập | Thành tích của Công an Nhân dân từ khi V.League được thành lập | Thành tích của Công an Nhân dân từ khi V.League được thành lập | Thành tích của Công an Nhân dân từ khi V.League được thành lập | Thành tích của Công an Nhân dân từ khi V.League được thành lập | Thành tích của Công an Nhân dân từ khi V.League được thành lập | Thành tích của Công an Nhân dân từ khi V.League được thành lập | Thành tích của Công an Nhân dân từ khi V.League được thành lập | Thành tích của Công an Nhân dân từ khi V.League được thành lập | Thành tích của Công an Nhân dân từ khi V.League được thành lập |
| Năm                                                            | Hạng đấu                                                       | Hạng đấu                                                       | Hạng đấu                                                       | Hạng đấu                                                       | Thành tích                                                     | St                                                             | T                                                              | H                                                              | B                                                              | Bt                                                             | Bb                                                             | Điểm                                                           |
| Năm                                                            | I                                                              | II                                                             | III                                                            | IV                                                             | Thành tích                                                     | St                                                             | T                                                              | H                                                              | B                                                              | Bt                                                             | Bb                                                             | Điểm                                                           |
| -------------------------------------------------------------- | -------------------------------------------------------------- | -------------------------------------------------------------- | -------------------------------------------------------------- | -------------------------------------------------------------- | -------------------------------------------------------------- | -------------------------------------------------------------- | -------------------------------------------------------------- | -------------------------------------------------------------- | -------------------------------------------------------------- | -------------------------------------------------------------- | -------------------------------------------------------------- | -------------------------------------------------------------- |
| 2008                                                           |                                                                |                                                                |                                                                |                                                                | Đồng thứ 3                                                     | 6                                                              | 4                                                              | 2                                                              | 0                                                              | 15                                                             | 6                                                              | 14                                                             |
| 2009                                                           |                                                                |                                                                |                                                                |                                                                | Thứ 4 bảng A                                                   | 10                                                             | 5                                                              | 0                                                              | 5                                                              | 15                                                             | 15                                                             | 15                                                             |
| 2010                                                           |                                                                |                                                                |                                                                |                                                                | Thứ 5 bảng A                                                   | 8                                                              | 1                                                              | 2                                                              | 5                                                              | 8                                                              | 20                                                             | 5                                                              |
| 2011                                                           |                                                                |                                                                |                                                                |                                                                | Thứ 6 bảng A                                                   | 10                                                             | 1                                                              | 3                                                              | 6                                                              | 7                                                              | 20                                                             | 6                                                              |
| 2012                                                           |                                                                |                                                                |                                                                |                                                                | Thứ 4 bảng A                                                   | 8                                                              | 1                                                              | 3                                                              | 4                                                              | 4                                                              | 13                                                             | 6                                                              |
| 2013                                                           |                                                                |                                                                |                                                                |                                                                | Thứ 5 bảng A                                                   | 8                                                              | 1                                                              | 0                                                              | 7                                                              | 5                                                              | 17                                                             | 3                                                              |
| 2014                                                           |                                                                |                                                                |                                                                |                                                                | Đồng vô địch                                                   | 5                                                              | 1                                                              | 2                                                              | 2                                                              | 4                                                              | 4                                                              | 5                                                              |
| 2015                                                           |                                                                |                                                                |                                                                |                                                                | Thứ 8                                                          | 14                                                             | 3                                                              | 4                                                              | 7                                                              | 14                                                             | 17                                                             | 14                                                             |
| 2016                                                           |                                                                |                                                                |                                                                |                                                                | Thứ 2 bảng A                                                   | 12                                                             | 5                                                              | 4                                                              | 3                                                              | 19                                                             | 17                                                             | 19                                                             |
| 2017                                                           |                                                                |                                                                |                                                                |                                                                | Đồng vô địch                                                   | 16                                                             | 13                                                             | 0                                                              | 3                                                              | 41                                                             | 10                                                             | 39                                                             |
| 2018                                                           |                                                                |                                                                |                                                                |                                                                | Thứ 10                                                         | 18                                                             | 4                                                              | 3                                                              | 11                                                             | 15                                                             | 27                                                             | 15                                                             |
| 2019                                                           |                                                                |                                                                |                                                                |                                                                | Thứ 3 bảng A                                                   | 12                                                             | 6                                                              | 4                                                              | 2                                                              | 11                                                             | 7                                                              | 22                                                             |
| 2020                                                           |                                                                |                                                                |                                                                |                                                                | Thứ 4                                                          | 16                                                             | 11                                                             | 3                                                              | 2                                                              | 47                                                             | 11                                                             | 36                                                             |
| 2021                                                           |                                                                |                                                                |                                                                |                                                                | Thứ 6                                                          | 6                                                              | 2                                                              | 3                                                              | 1                                                              | 7                                                              | 6                                                              | 9                                                              |
| 2022                                                           |                                                                |                                                                |                                                                |                                                                | Vô địch                                                        | 22                                                             | 12                                                             | 7                                                              | 3                                                              | 37                                                             | 15                                                             | 43                                                             |